# ヴァルペリーヌ
ヴァルペリーヌ（フランス語: Valpelline [valpelin]）は、イタリア共和国ヴァッレ・ダオスタ州にある、人口約600人の基礎自治体（コムーネ）。

## 地理

### 位置・広がり

#### 隣接コムーネ
隣接するコムーネは以下の通り。
- ドウエス
- オロモン
- オヤス
- クアール
- ロワザン
- サン＝クリストフ

## 行政

### 分離集落
ヴァルペリーヌには、以下の分離集落（フラツィオーネ）がある。
- La fabrique, Chez-les-Chuc, Bovet, Les Moulins, Arliod, Cumet, La Moule, La Forge, Chef-lieu, Prailles, Vignettes, Cheillon, Frissoniaz dessous, Frissoniaz dessus, Chez Cailleur, Chozod, Sémon, Lavod, Thoules dessous, Thoules dessus, Lo Berrio, La Clayvaz, Les Ansermin, Gonté, La Veulla